# Hans Liebstöckl
Hans Liebstöckl (* 26. Februar 1872 in Wien; † 24. April 1934 ebenda) war ein österreichischer Journalist. Er war unter anderem Chefredakteur der Bühne und Musikkritiker bei den Zeitungen Die Reichswehr und Illustrirtes Wiener Extrablatt während des Fin de Siècle.

## Leben
Hans Liebstöckl war ein Sohn des Landwehrobersts Friedrich Johann Liebstöckl und dessen Frau Paula geb. Fischer. Seine Familie hatte eine militärische Tradition und stammte ursprünglich aus Würzburg. Er besuchte eine Volksschule in seiner Geburtsstadt Wien und ein Gymnasium in Prag. Danach studierte er Jura und Philosophie an den Universitäten Prag und Wien. Am Prager Konservatorium lernte er Geige bei Anton Bennewitz. Während eines Wienaufenthalts kam er über Gustav Davis, den Eigentümer der Armeezeitung Die Reichswehr, zum Journalismus. In der Folge schrieb er Leitartikel und Feuilletons für das Neue Wiener Tagblatt, das Extrablatt, die Sonn- und Montagszeitung sowie Die Stunde. 1925 wurde er Chefredakteur des im Vorjahr gegründeten Theatermagazins Die Bühne. Später war er Chefredakteur der Zeitungen Neues Illustriertes Extrablatt und Zukunft. Bekanntheit erlangte er vor allem durch seine Theaterfeuilletons. Er schrieb auch Texte für Opern (Aphrodite, Der Schmuck der Madonna) und belletristische Werke.
Liebstöckl war mit der Opernsängerin Olga geb. Klebinder verheiratet. Sie hatten einen Sohn und eine Tochter. Er wurde am Wiener Zentralfriedhof bestattet.

## Werke (Auswahl)
- Kranke Leute. Ein Aufzug. Verlag von Kreisel & Kröger, Wien 1895.
- Quo Vadis? Oper in fünf Akten von Jean Nouguès. Worte von Henri Cain. Deutsche Übersetzung von Hans Liebstöckl, Weinberger, Leipzig 1910.
- Der Schmuck der Madonna. Volksoper in 3 Akten, Ermanno Wolf-Ferrari. Worte von C. Zangarini, E. Golisciani. Deutsche Übersetzung von Hans Liebstöckl, Weinberger, Leipzig 1912.
- Aphrodite: Oper in 1 Akt nach Pierre Louys. Musik von Max von Oberleithner, 1912.
- 1813. Ein Jahrhundertfestspiel. 1913.
- Von Sonntag auf Montag. Theaterkritiken, Interterritorialer Verlag Renaissance, Wien 1922 (Neuauflage als Theaterkinder, 1925).
- Anna Karenina: Oper in 4 Aufzügen. Jenő Hubay, Alexander Göth, Andor Gabór, ins Deutsche übertragen und für die deutsche Bühne eingerichtet von Hans Liebstöckl, Universal-Edition, Wien 1924, online